# Dipeptidilna peptidaza II
Dipeptidilna peptidaza II (EC 3.4.14.2, dipeptidilna aminopeptidaza II, dipeptidilna arilamidaza II, karboksitripeptidaza, dipeptidilna arilamidaza II, DAP II, dipeptidil(amino)peptidaza II, dipeptidilarilamidaza) je enzim. Ovaj enzim katalizuje sledeću hemijsku reakciju
Odvajanje N-terminalnog dipeptida, Xaa-Yaa!, preferentno kad je Yaa: Ala ili Pro. Supstrati su oligopeptidi, preferentno tripeptidi
Ova lizozomalna serinska peptidaza pripada familiji S28 (Pro-X karboksipeptidaznoj familiji). Maksimalno je aktivna pri kiselom pH.

## Spoljašnje veze
- Dipeptidyl-peptidase+II на 